# Prionospio jubata
Prionospio jubata är en ringmaskart som beskrevs av Blake 1996. Prionospio jubata ingår i släktet Prionospio och familjen Spionidae. Inga underarter finns listade i Catalogue of Life.